# La Laigne
Pour les articles homonymes, voir Laigne.
La Laigne est une commune du Sud-Ouest de la France située dans le département de la Charente-Maritime (région Nouvelle-Aquitaine). Ses habitants sont appelés les La Laigniens et les La Laigniennes.

## Géographie

### Communes limitrophes
|       | La Grève-sur-Mignon |            |
|       | La Laigne           | Cramchaban |
| Benon |                     |            |

## Urbanisme

### Typologie
Au 1er janvier 2024, La Laigne est catégorisée commune rurale à habitat dispersé, selon la nouvelle grille communale de densité à 7 niveaux définie par l'Insee en 2022.
Elle est située hors unité urbaine. Par ailleurs la commune fait partie de l'aire d'attraction de La Rochelle, dont elle est une commune de la couronne,. Cette aire, qui regroupe 72 communes, est catégorisée dans les aires de 200 000 à moins de 700 000 habitants,.

### Occupation des sols
L'occupation des sols de la commune, telle qu'elle ressort de la base de données européenne d’occupation biophysique des sols Corine Land Cover (CLC), est marquée par l'importance des territoires agricoles (87,7 % en 2018), en diminution par rapport à 1990 (89,2 %). La répartition détaillée en 2018 est la suivante : 
terres arables (74,9 %), zones agricoles hétérogènes (12,8 %), zones urbanisées (9,8 %), forêts (2,5 %). L'évolution de l’occupation des sols de la commune et de ses infrastructures peut être observée sur les différentes représentations cartographiques du territoire : la carte de Cassini (XVIIIe siècle), la carte d'état-major (1820-1866) et les cartes ou photos aériennes de l'IGN pour la période actuelle (1950 à aujourd'hui).

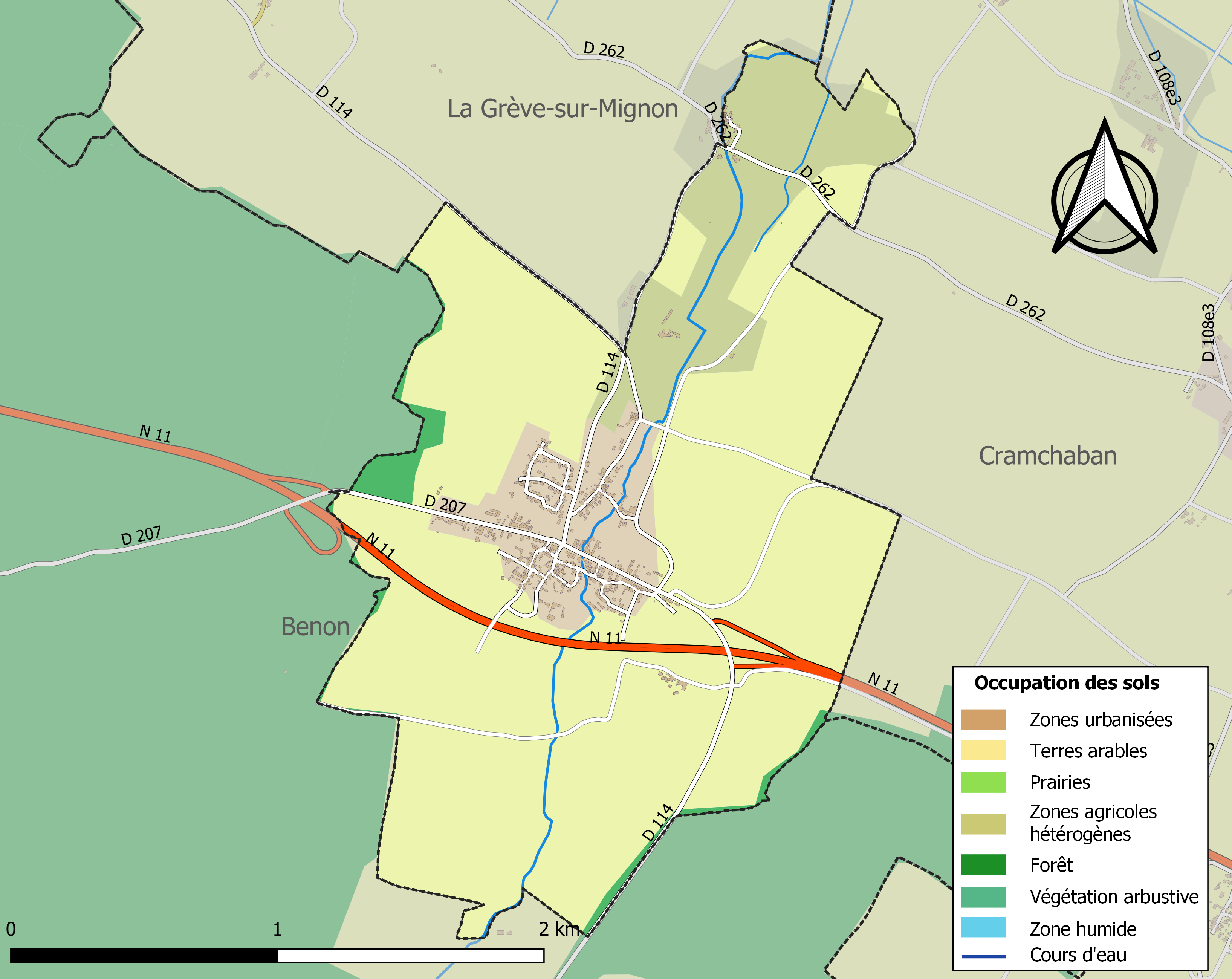
Carte des infrastructures et de l'occupation des sols de la commune en 2018 (CLC).

### Risques majeurs
Le territoire de la commune de La Laigne est vulnérable à différents aléas naturels : météorologiques (tempête, orage, neige, grand froid, canicule ou sécheresse), inondations, mouvements de terrains et séisme (sismicité modérée). Il est également exposé à un risque technologique,  le transport de matières dangereuses. 
Ce village a souffert le 16 juin 2023 d'un séisme d’une magnitude de 5,3 à 5,8 selon le Réseau national de surveillance sismique et le Bureau central sismologique français, endommageant près de 135 bâtiments, contraignant 170 personnes à se relogeret imposant la destruction de certaines habitations.
Un site publié par le BRGM permet d'évaluer simplement et rapidement les risques d'un bien localisé soit par son adresse soit par le numéro de sa parcelle.

#### Risques naturels
Certaines parties du territoire communal sont susceptibles d’être affectées par le risque d’inondation par débordement de cours d'eau. La commune a été reconnue en état de catastrophe naturelle au titre des dommages causés par les inondations et coulées de boue survenues en 1982, 1993, 1995, 1999 et 2010,.

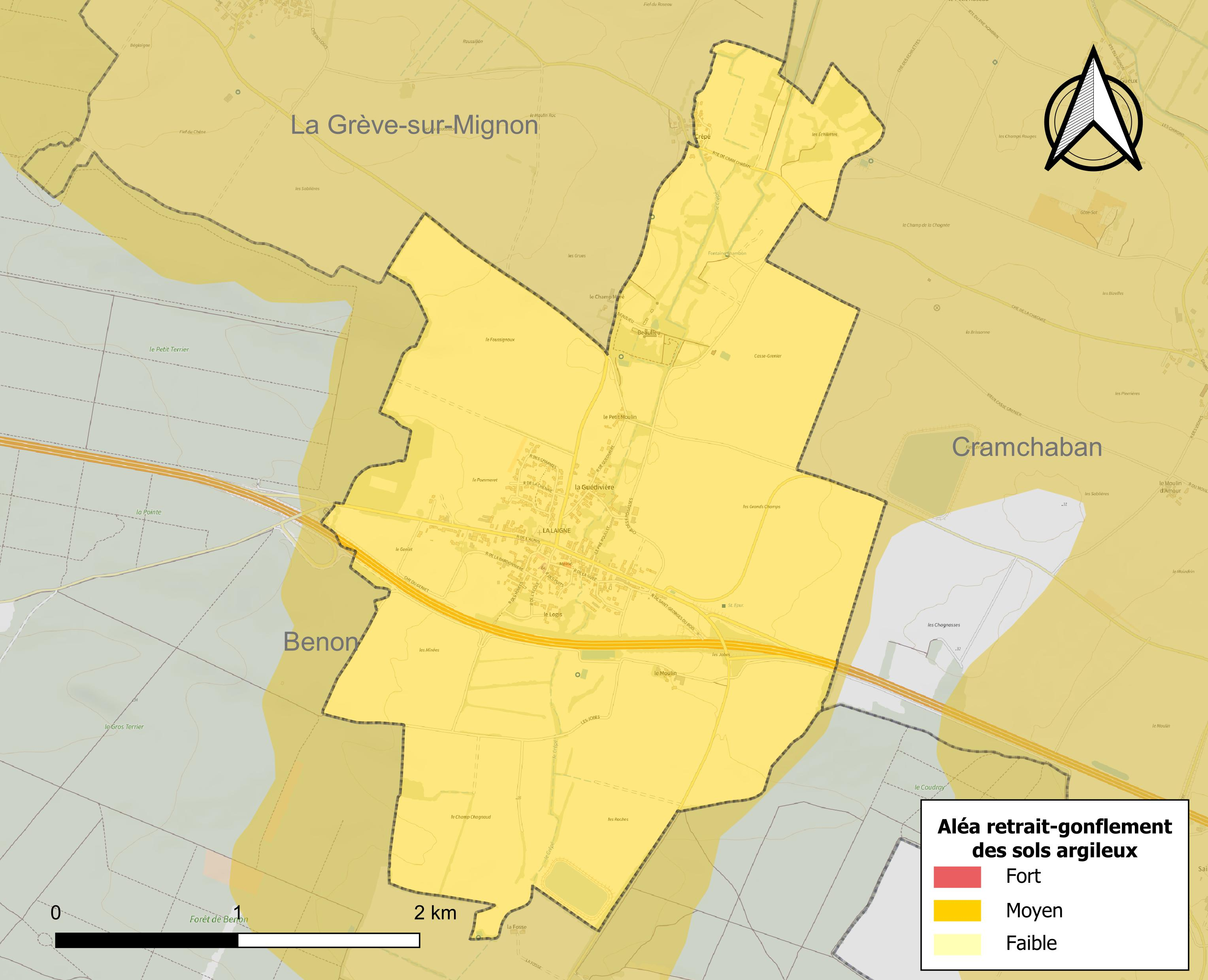
Carte des zones d'aléa retrait-gonflement des sols argileux de La Laigne.

Les mouvements de terrain susceptibles de se produire sur la commune sont des tassements différentiels.
Le retrait-gonflement des sols argileux est susceptible d'engendrer des dommages importants aux bâtiments en cas d’alternance de périodes de sécheresse et de pluie. La totalité de la commune est en aléa moyen ou fort (54,2 % au niveau départemental et 48,5 % au niveau national). Sur les 222 bâtiments dénombrés sur la commune en 2019,  222 sont en aléa moyen ou fort, soit 100 %, à comparer aux 57 % au niveau départemental et 54 % au niveau national. Une cartographie de l'exposition du territoire national au retrait gonflement des sols argileux est disponible sur le site du BRGM,.
Par ailleurs, afin de mieux appréhender le risque d’affaissement de terrain, l'inventaire national des cavités souterraines permet de localiser celles situées sur la commune.
Concernant les mouvements de terrain, la commune a été reconnue en état de catastrophe naturelle au titre des dommages causés par la sécheresse en 2005 et par des mouvements de terrain en 1999 et 2010.

#### Risques technologiques
Le risque de transport de matières dangereuses sur la commune est lié à sa traversée par une ou des infrastructures routières ou ferroviaires importantes ou la présence d'une canalisation de transport d'hydrocarbures. Un accident se produisant sur de telles infrastructures est susceptible d’avoir des effets graves sur les biens, les personnes ou l'environnement, selon la nature du matériau transporté. Des dispositions d’urbanisme peuvent être préconisées en conséquence.

## Toponymie
Le toponyme prend son origine dans le latin lemnia, lempnia, ayant donné en ancien français le terme de laigne, signifiant "lisière d’un bois".

## Histoire
Le village subit d'importants dégâts matériels lors du tremblement de terre ayant touché l'ouest de la France le 16 juin 2023 avec une magnitude de 5,3. Les habitants sont évacués par précaution à la suite de cet événement.

## Population et société

### Démographie

#### Évolution démographique
L'évolution du nombre d'habitants est connue à travers les recensements de la population effectués dans la commune depuis 1793. Pour les communes de moins de 10 000 habitants, une enquête de recensement portant sur toute la population est réalisée tous les cinq ans, les populations de référence des années intermédiaires étant quant à elles estimées par interpolation ou extrapolation. Pour la commune, le premier recensement exhaustif entrant dans le cadre du nouveau dispositif a été réalisé en 2007.

En 2022, la commune comptait 494 habitants, en évolution de +3,56 % par rapport à 2016 (Charente-Maritime : +4,04 %, France hors Mayotte : +2,11 %).
| 1793 | 1800 | 1806 | 1821 | 1831 | 1836 | 1841 | 1846 | 1851 |
| ---- | ---- | ---- | ---- | ---- | ---- | ---- | ---- | ---- |
| 469  | 350  | 464  | 540  | 546  | 560  | 554  | 534  | 549  |

| 1856 | 1861 | 1866 | 1872 | 1876 | 1881 | 1886 | 1891 | 1896 |
| ---- | ---- | ---- | ---- | ---- | ---- | ---- | ---- | ---- |
| 549  | 559  | 527  | 496  | 495  | 474  | 460  | 425  | 416  |

| 1901 | 1906 | 1911 | 1921 | 1926 | 1931 | 1936 | 1946 | 1954 |
| ---- | ---- | ---- | ---- | ---- | ---- | ---- | ---- | ---- |
| 401  | 397  | 367  | 302  | 303  | 301  | 278  | 310  | 318  |

| 1962 | 1968 | 1975 | 1982 | 1990 | 1999 | 2006 | 2007 | 2012 |
| ---- | ---- | ---- | ---- | ---- | ---- | ---- | ---- | ---- |
| 363  | 336  | 295  | 272  | 243  | 275  | 267  | 265  | 437  |

| 2017 | 2022 | - | - | - | - | - | - | - |
| ---- | ---- | - | - | - | - | - | - | - |
| 474  | 494  | - | - | - | - | - | - | - |

## Culture locale et patrimoine

### Lieux et monuments

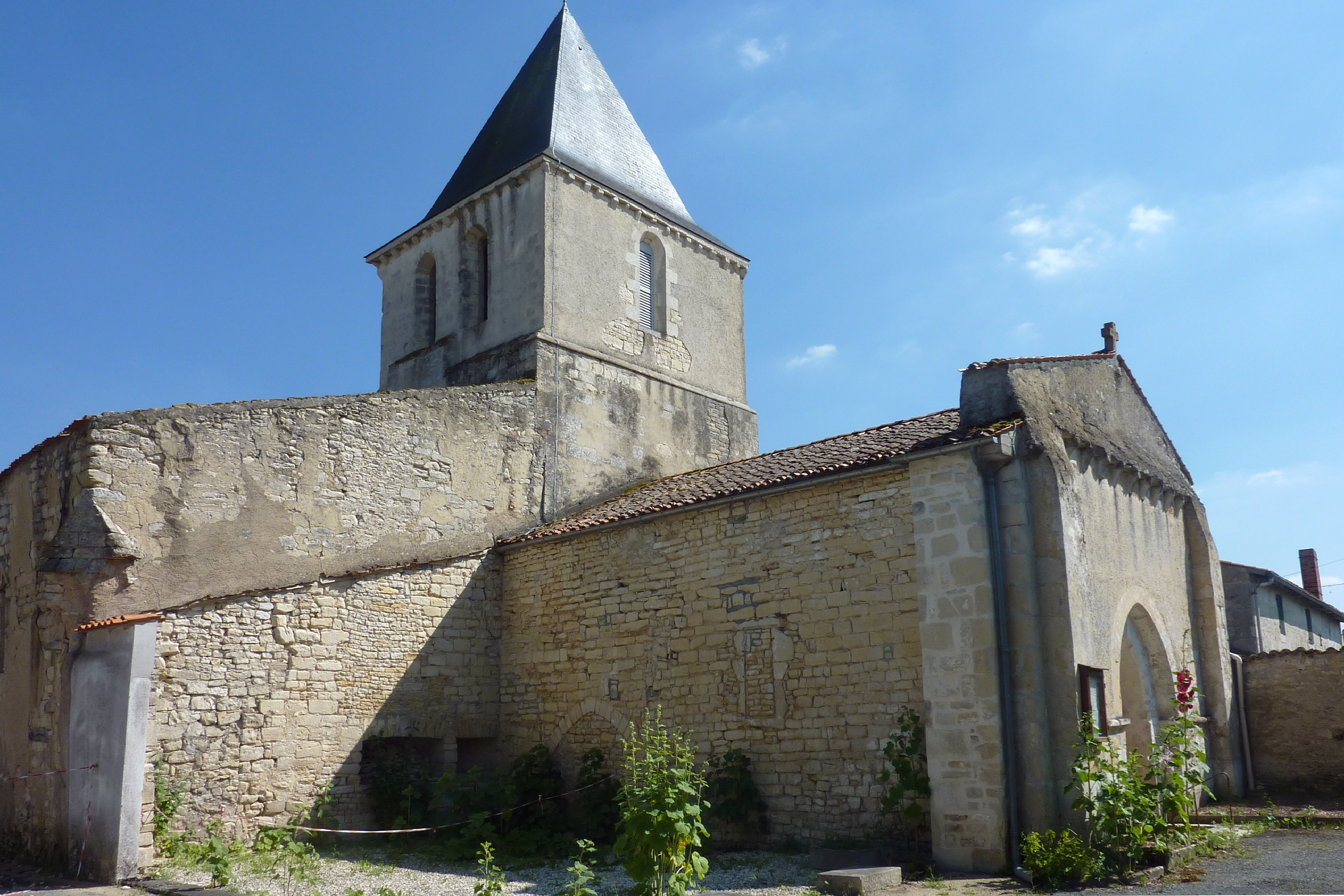
Église Saint-Gérard.

- Le logis de Beaulieu. Datant du milieu XVIIIe siècle, c'est seul monument historique classé du village de La Laigne.
- L'église Saint-Gérard. C'est une église de style roman, autrefois prieuré Saint-Gérard. Elle possède une cloche en bronze de 1772, alors propriété de messire Claude Vincent Bernezay, curé de La laigne. Elle sonne l'angélus à midi et dix-neuf heures.
- La nécropole de la Pointe.

### Héraldique
| Blason de La Laigne | Blason  | Tiercé en pairle renversé: au 1 de gueules à une perdrix couronnée d'or, au 2 de sinople à la croix pattée et alésée d'or, au 3 d'argent à un cep de vigne de tenné, feuillé de sinople, fruité de pourpre et tuteuré de sable, accosté de deux mouchetures d'hermine du même. |
| Blason de La Laigne | Détails | Entête de document de la mairie, 2025. Auteur(s)Binon |